# Dimitrie Gusti

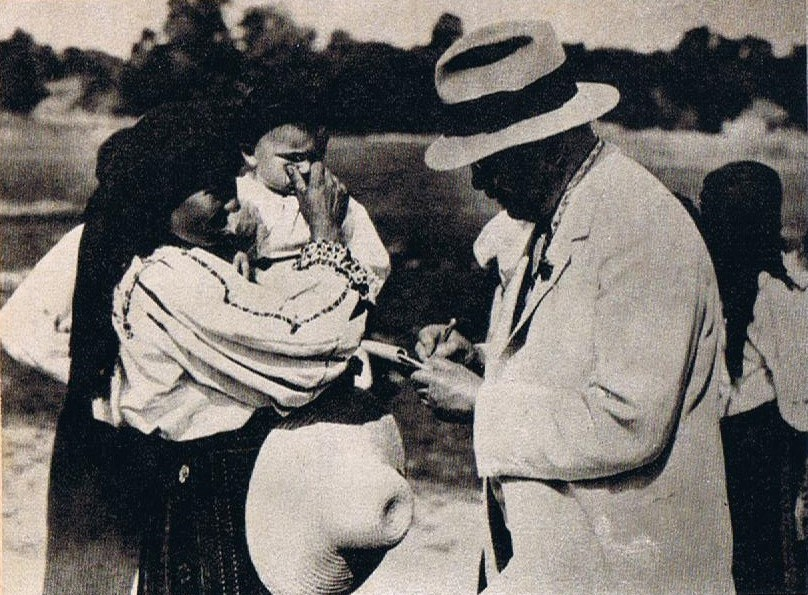
Dimitrie Gusti la cercetarea monografică din Drăguș-Făgăraș (1929)

Dimitrie Gusti (n. 13 februarie 1880, Iași, România – d. 30 octombrie 1955, București, România), a fost sociolog, etnolog, istoric, filosof, voluntarist și etician român.
Membru al Academiei Române din 1919, apoi președintele acesteia (1944 - 1946), Ministrul Instrucțiunii Publice, Cultelor și Artelor între 1932 și 1933, profesor la Universitățile din Iași și București, Dimitrie Gusti este considerat a fi creatorul sociologiei românești.

## Biografie

### Familie, educație
Dimitrie Gusti s-a născut la Iași, ca fiu al Nataliei (n. Gatovski) și al lui Ștefan Gusti. Și-a petrecut copilăria, la Gropnița, unde părinții aveau o moșie, și Iași.
De la vârsta de șase ani până în 1898 a urmat școala primară, la internatul „Caracaș” și liceul la „Institutele Unite” din Iași. Între 1898 și 1899 frecventează Universitatea din Iași, la Facultatea de Litere, Drept și Științe. În 1899 s-a mutat la Universitatea „Friedrich Wilhelm” (Friedrich-Wilhelms-Universität) din Berlin, iar din 1900 în Leipzig, unde i-a avut ca profesori pe Wilhelm Wundt, Paul Barth și Karl Bücher. Obține distincția „Doctor în filosofie” cu disertația Egoismus und Altruismus. Zur soziologischen Motivation des praktischen Wollens. 
În 1908, interesat de diverse discipline, s-a întors la Berlin, unde a studiat  sociologia cu Georg Simmel, Ferdinand Tönnies, Leopold von Wiese și Max Weber, filozofia cu Friedrich Paulsen și jurisprudența cu Franz von Liszt și Rudolf Stammler. În 1908 s-a dus la sociologul Émile Durkheim la Paris și, de asemenea, a fost interesat de autori englezi, precum Herbert Spencer.

### Profesorat
În 1910 devine profesor la Universitatea din Iași, unde a predat etica și sociologia la Catedra de Istorie a Filosofiei Grecești, Etică și Sociologie din cadrul Facultății de Litere și Filosofie. În 1920 se transferă la Universitatea din București, la catedra de Sociologie, Etică și Estetică a Facultății de Litere.

### Cercetarea monografică
A inițiat și îndrumat acțiunea de cercetare monografică a satelor din România (1925 - 1948). A obținut legiferarea serviciului social (1939), prin care se instituționaliza, pentru prima oară în lume, cercetarea sociologică, îmbinată cu acțiunea socială practică și cu pedagogia socială.
A fondat și condus Asociația pentru Știința și Reforma Socială (1919 - 1921), Institutul Social Român (1921 - 1939, 1944-1948), Institutul de Științe Sociale al României (1939 - 1944), Consiliul Național de Cercetări Științifice(1947 - 1948). A creat, împreună cu Victor Ion Popa, H. H. Stahl și G. Focșa, Muzeul Satului (1936). 
În domeniul literar-științific, Gusti a înființat și a condus revistele „Arhiva pentru știința și reforma socială” (1919 - 1943) și „Sociologie românească” (1936 - 1944). 
Odată cu regimul antonescian, când a fost suprimată mișcarea legionară, Dimitrie Gusti și-a continuat activitatea la Universitatea București, dar munca sociologică practic a fost schimbată în discuții la nivel de catedră și la editarea revistei „Sociologie Românească”. A fost ales Președinte al Academiei Române în 1944, semn că se bucura încă de aprecieri favorabile.De asemenea Dimitrie Gusti( directorul Serviciului Social Român) în perioada monarhică a colaborat cu Fundația Regală Principele Carol pentru a ridica satul românesc prin intermediul specialiștilor. Preconizând transformarea celor 15.200 de sate românești existente în 1935 într-un răstimp de patru ani, prin intermediul echipelor studențești și a căminelor culturale.
După invadarea și ocuparea României de către Armata Roșie (la 23 august 1944), Partidul Comunist din România a încercat, în zadar, să-l câștige pe Gusti de partea sa, cu oferte de colaborare; cu toate acestea, Dimitrie Gusti a devenit membru al ARLUS și a fost invitat în Uniunea Sovietică pentru a participa la ceremonii oficiale..
Momentul de rupere a relațiilor prietenoase avute cu conducerea țării a fost 23 august 1944, o dată cu instaurarea comunismului în România. A fost dat afară de la Universitate, iar sociologia a fost scoasă din planul de învățământ.  A fost  eliminat din Academie și reușește să-și păstreze casa datorită faptului că a apelat la Miron Constantinescu, fost student al lui, dar se teme că într-o bună zi va fi invitat să o părăsească.
Gusti a fost membru al unei loji masonice din Iași.

## Enunțuri
Dimitrie Gusti a fost fondatorul Școlii Sociologice de la București. El rezumă sistemul său sociologic la câteva enunțuri: 
- Societatea se compune din unități sociale, adică din grupări de oameni legați între ei printr-o organizare activă și o interdependență sufletească.
- Esența societății este voința socială.
- Voința socială depune ca manifestări de viață: o activitate economică și una spirituală, reglementate de o a activitate juridică și de o activitate politică.
- Voința socială este condiționată în manifestările ei de o serie de factori sau cadre care pot fi reduse la patru categorii fundamentale: cosmic, biologic, psihic și istoric.
- Schimbările suferite de societate în decursul timpului, prin activitățile ei și sub înrâurirea factorilor condiționanți, se numesc procese sociale.
- Începuturile de dezvoltare pe care le putem surprinde în realitatea prezentă și, deci, le putem prevedea cu o oarecare precizie, se numesc tendințe sociale.

Plecând de la sistemul său, a fundamentat metoda monografică, metodă ce presupune abordarea simultană, multidisciplinară a subiectului pe cadre și manifestări, folosind echipe de specialiști din domeniul științelor sociale, medici, ingineri, agronomi, învățători etc.

## Decorații
- Semnul Onorific „Răsplata Muncii pentru 25 ani în Serviciul Statului” (13 octombrie 1941)[11]

## Opere principale
- Egoismus und Altruismus, 1904

Carol II și Dimitrie Gusti în mijlocul echipelor regale, imagine din Enciclopedia României, vol I

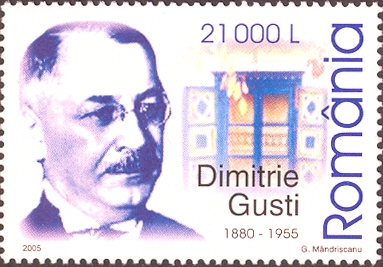

- Die soziologischen Betrehungen in der neuen Ethik, 1908
- Cosmologia elenă, 1929
- Sociologia militans, (volumul I, 1935; volumele I și II, 1946)
- Cunoaștere și acțiune în serviciul națiunii, (2 volume), 1939
- Problema sociologiei, 1940
- La science de la realite sociale, 1941.
- Enciclopedia României. Vol. I-IV, Bucharest 1938, 1938 1943